# Robbensterben 1988
Im Jahr  1988 ereignete sich in der Nordsee ein Robbensterben bisher unbekannten Ausmaßes. In Verbindung mit einer zeitgleichen Algenblüte führte dieses Ereignis zu großer medialer Aufmerksamkeit und Maßnahmenpaketen zur Reduzierung der Umweltverschmutzung.

## Hergang
Im April 1988 beobachtete man in der westlichen Ostsee das vermehrte Auftreten von Fehlgeburten und lebensschwachen Jungtieren bei den Seehunden. Dies führte dazu, dass im Mai bereits alle Jungtiere, die in diesem Jahr geboren worden waren, gestorben sind. In den kommenden Monaten nahm die Anzahl der an Nordseeküsten angeschwemmten Seehundkadaver extrem zu und erreichte im August allein entlang der Küste Schleswig-Holsteins 500 pro Woche. Im Laufe des Jahres wurden Funde von Seehundkadavern entlang der Küsten Dänemarks, Norwegens, Schwedens, Englands, Irlands, Schottlands, und der Niederlande gemeldet.
Insgesamt starben 1988 etwa 18.000 Seehunde, etwa 60 % des Gesamtbestands.  Der Vorfall blieb nicht der letzte, 2002 wiederholte sich das Robbensterben, es traf dabei insgesamt 22.000 Tiere.

## Ursachen
Das Phänomen des Robbensterbens war das erste Mal aufgetreten – aus zunächst unbekannten Gründen. Forscher aus Anrainerstaaten der Nordsee suchten nach möglichen Auslösern der Epidemie. Während sich Wissenschaftler zu Beginn uneinig über die Ursache waren – Hypothesen machten unter anderem chemischen Abfall, Dioxin oder auch Herpesviren dafür verantwortlich – stellte eine Forschungsgruppe um Albert Osterhaus und Anders Bergman Mitte 1988 eine Verbindung zum Staupe-Virus her. Die charakteristische Symptomatik, die in den Seehundkadavern gefunden wurde, erhärtete diese These.
Unabhängig argumentierten verschiedene Wissenschaftler, dass Verschmutzung und schlechter ökologischer Zustand der primäre Auslöser für die Epidemie sei, da durch Schadstoffe und Umweltgifte das Immunsystem der Seehunde zu stark geschwächt war, um die Infektion erfolgreich zu bekämpfen. Auch Albert Osterhaus schloss dies nicht aus.

## Reaktionen
Aufnahmen der Seehundkadaver erfuhren eine große öffentliche Aufmerksamkeit. Als Zeichen für den Umweltschutz bildeten rund 30.000 Menschen am 24. Juli 1988 auf Sylt eine Menschenkette von List bis Hörnum, die mit 38 Kilometern die erste und gleichzeitig auch längste in Norddeutschland gewesen sein soll. Außerdem führte das Robbensterben zu einer politischen Debatte über Umweltverschmutzung und mögliche Maßnahmen zur Reduzierung der Einleitung von Schadstoffen in die Umwelt.
Als Konsequenz stellte Bundesumweltminister Klaus Töpfer einen 10-Punkte Katalog zum Schutz der Nord- und Ostsee vor. Dieser beinhaltete unter anderem das Ziel Grenzwerte für kommunale Kläranlagen für Phosphat zu reduzieren sowie die biologische Reinigungsstufe der Denitrifikation einzuführen, um den Stickstoffeintrag in die Gewässer zu reduzieren. Weitere Maßnahmen, die sich gegen industrielle Emittenten richteten, beinhalteten eine Erhöhung der Abgabenhöhe für Schadstoffe sowie den Plan, die Verkappung von Sonderabfall auf See bis 1994 schrittweise einzustellen.
Der Terminus „Robbensterben“ erreichte bei der Nominierung zum deutschen Wort des Jahres 1988 Platz 2.
Die Seehundbestände erholten sich nach Abklingen der Epidemie wieder. So wurden 10 Jahre nach dem Robbensterben leicht höhere Bestände beobachtet als kurz vor der Epidemie.